# Ditrichaceae
Ditrichaceae er en familie af mosser. Fire af de 24 slægter findes i Danmark.
Medlemmerne af denne familie er alle små planter med lancetformede blade.

## Danske slægter
- Ceratodon
- Distichium
- Ditrichum
- Pleuridium

## Øvrige slægter
- Astomiopsis
- Austrophilibertiella
- Bryomanginia
- Cheilothela
- Chrysoblastella

- Cladastomum
- Cleistocarpidium
- Crumuscus
- Cygniella
- Ditrichopsis

- Eccremidium
- Garckea
- Kleioweisiopsis
- Rhamphidium
- Saelania

- Skottsbergia
- Strombulidens
- Trichodon
- Tristichium
- Wilsoniella